# تلمانسکی
تلمانسکی (به لاتین: Telmansky) یک منطقهٔ مسکونی در روسیه است که در سرزمین آلتای واقع شده‌است.